# Graon mo Jastis Pati
Die Graon mo Jastis Pati (Bislama für: Land and Justice Party; GJP, dt. Partei für Land und Gerechtigkeit) ist eine traditionalistische, für die Rechte der Eingeborenen (pro-indigenous) und der Jugend eintretende Partei in Vanuatu. Sie wurde am 11. November 2010 gegründet und wird von  Ralph Regenvanu geführt.

## Politische Ziele
Die Partei ist angetreten um einen Generationenwechsel in der Führerschaft von Vanuatu einzuleiten und kritisiert ausländische Eigentümerschaft von Firmen in Vanuatu. An der Gründungsveranstaltung der Partei beschrieb Regenvanu – damals ein junger unabhängiger Abgeordneter – das Häuptlingssystem, die Kirchen, Frauen und Jugend als die vier Fundamente der Partei. Er forderte auch, dass die zukünftigen Kandidaten der GJP „eingehend getestet werden sollten in Bezug auf ihre Erfahrungen im Dienst für die Gemeinschaft“ („severely tested on their record of community service“). Alle GJP MPs sollten hingebungsvoll für die Verteidigung des öffentlichen Interesses arbeiten.
In der Folge sprach Regenvanu davon, dass seine Partei gegen Personen vorgehen wolle, die ihr Land an Investoren verkaufen und damit ihre Kinder und Nachfahren um diesen Besitz bringen. Er bezeichnet sich selbst als einen „notorious critic of free trade and foreign ownership of lands“ (notorischen Kritiker von Freihandel und ausländischem Eigentum an Grundeigentum). Er unterstützte auch eine stärkere Inanspruchnahme des traditionellen Rechtssystems, in welchem die Chiefs als Vermittler auftreten, im Unterschied zum „westlichen“" System, welches vor allem oft hohe finanzielle Belastungen für die Streitparteien bewirke.

## Geschichte
Einen Monat nach Gründung der Partei wurde Regenvanu unter dem neuen Premierminister Sato Kilman zum Minister of Cooperatives and ni-Vanuatu Business Development im Kabinett von Vanuatu ernannt.
Die Partei errang vier Sitze im Parlament in den Wahlen im Oktober 2012, der ersten nationalen Wahl, in der sie antrat. Regenvanu wurde in der Folge ernannt als Minister for Lands in der Regierung von seinem Verbündeten, dem Premierminister Moana Carcasses Kalosil (von der Vanuatu Grin Konfederesen). Als Minister for Lands führte Regenvanu eine Regelung ein, wonach Landverpachtungen von einem Komitee genehmigt werden müssen, wodurch sein eigenes Ministerium die Kompetenz Land ohne externe Kontrollen zu verpachten aufgab. Dadurch sollten häufige Korruptionsskandale vermieden werden, die frühere Minister zu verantworten hatten. Diese Reform ist Teil von Regenvanus andauerndem Kampf gegen Korruption. Generell möchte er „eine ganze Reihe von komplizierten Regelungen zu traditionellem Landbesitz entwirren“ („untangle a whole series of obscure rules on customary landownership“) und Klarheit für Eigentümer schaffen.
In den Provinz-Wahlen im Februar 2013 gewann Willie Fred Tasso die Presidency des Malampa Provincial Government Council.
Die Partei stellte erstmals in Vanuatu auch einen Kandidaten mit Behinderung. Arthur Simrai ist Rollstuhlfahrer und trat in der Municipal Election in Port Vila im November 2013 an. Regenvanu deutete an, dass die Partei damit auch auf eine bessere Einrichtung von Gebäuden für Behinderte aufmerksam machen wolle.
Bei den Wahlen 2016 errang die Partei 8376 Sstimmen und damit 7 Sitze im Parlament; bei den Wahlen 2020 konnte die Partei ihren Einfluss ausbauen. Sie errang mit 14.400 Stimmen nun 9 Sitze.

## Wahlergebnisse
| Wahl      | Stimmen | %    | Mandate |
| --------- | ------- | ---- | ------- |
| Wahl 2012 | 7.241   | 6,0  | 4 / 52  |
| Wahl 2016 | 8.376   | 7,4  | 7 / 52  |
| Wahl 2020 | 14.400  | 10,0 | 9 / 52  |
| Wahl 2022 | 10.183  | 7,7  | 4 / 52  |